# Perp walk

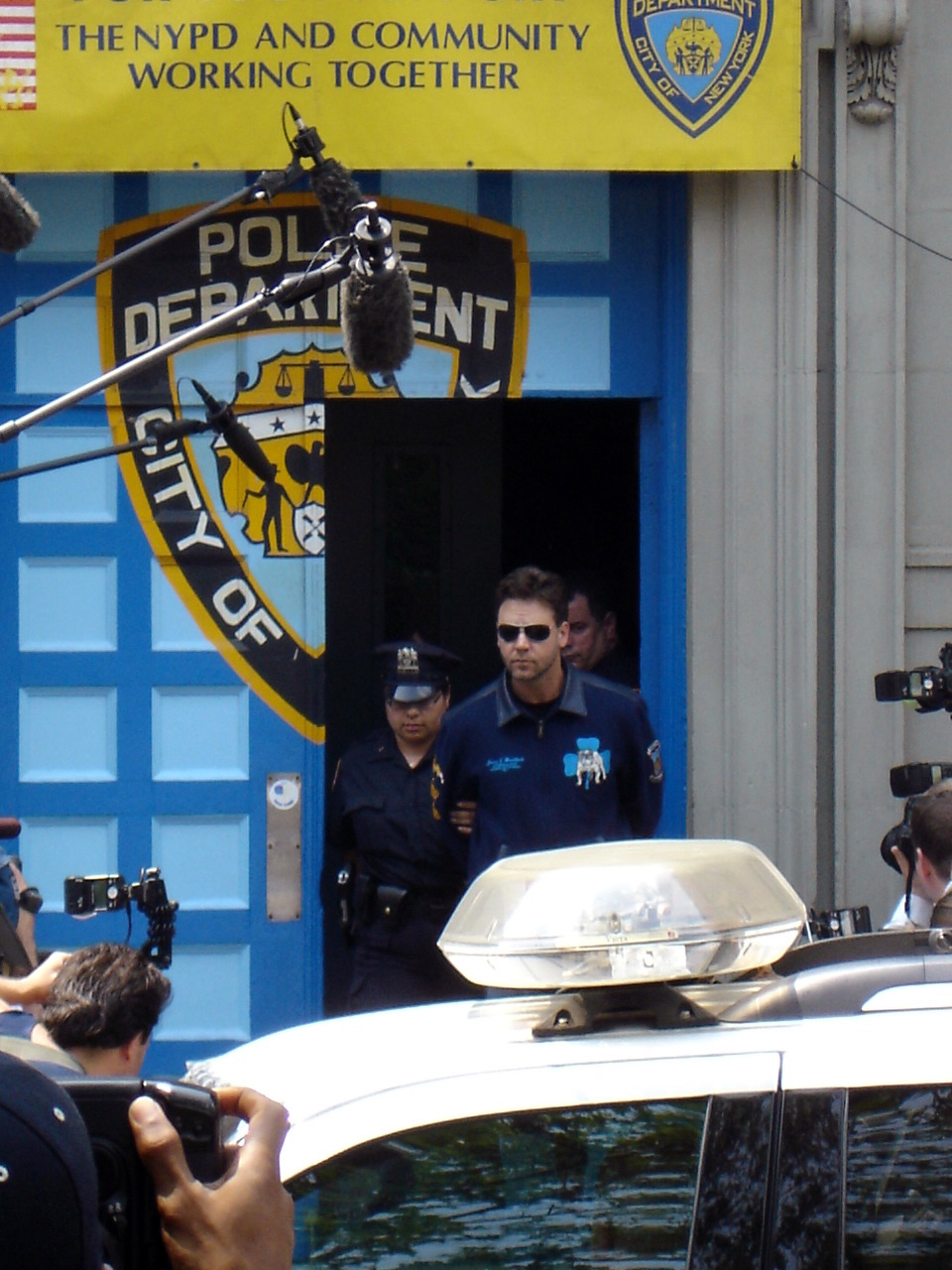
Ator Russell Crowe sendo levado pela polícia, na frente da mídia, no chamado perp walk.

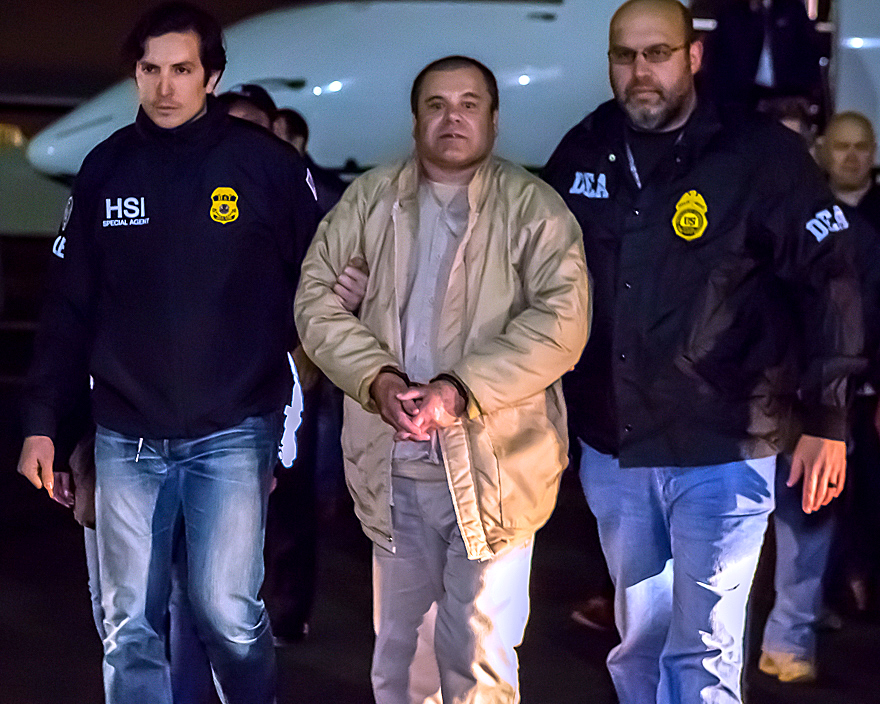
O traficante El Chapo sendo exposto para a imprensa nos Estados Unidos.

Perp walk (em inglês: "desfile do acusado", gíria) é um termo que se refere à prática policial de expor, intencionalmente, o acusado preso de forma sensacionalista em local público, de modo que a mídia possa observar, gravar e divulgar o evento. O suspeito é geralmente algemado ou imobilizado de alguma forma, e muitas vezes traja uniforme de presidiario.
No desenrolar da Operação Satiagraha, a Polícia Federal do Brasil foi acusada de praticar o perp walk e abusar do uso de algemas pelos advogados do banqueiro Daniel Dantas, preso durante a operação.[carece de fontes?]

## Propósito e procedimento
Em muitos países, como Brasil e Estados Unidos, é comum que suspeitos presos sejam protegidos dos olhares do público enquanto estão sob custódia da polícia, de forma a assegurar a privacidade e a reputação do indivíduo até que sua culpa seja provada. Entretanto, o transporte de um indivíduo sob custódia da polícia através de um local público é geralmente inevitável no decorrer das atividades policiais normais.
O perp walk pode ser uma falta de preocupação intencional pela privacidade de um suspeito, com o propósito de promover a imagem da instituição policial, humilhar o suspeito, ou ambos. O perp walk é geralmente praticado a indivíduos de alta penetração na mídia, como políticos acusados de corrupção, cuja reputação é suscetível a danos pela exposição pública.